# DDIT4
DDIT4 (англ. DNA damage inducible transcript 4) – білок, який кодується однойменним геном, розташованим у людей на короткому плечі 10-ї хромосоми. Довжина поліпептидного ланцюга білка становить 232 амінокислот, а молекулярна маса — 25 371.
| 10         |  | 20         |  | 30         |  | 40         |  | 50         |
| ---------- |  | ---------- |  | ---------- |  | ---------- |  | ---------- |
| MPSLWDRFSS |  | SSTSSSPSSL |  | PRTPTPDRPP |  | RSAWGSATRE |  | EGFDRSTSLE |
| SSDCESLDSS |  | NSGFGPEEDT |  | AYLDGVSLPD |  | FELLSDPEDE |  | HLCANLMQLL |
| QESLAQARLG |  | SRRPARLLMP |  | SQLVSQVGKE |  | LLRLAYSEPC |  | GLRGALLDVC |
| VEQGKSCHSV |  | GQLALDPSLV |  | PTFQLTLVLR |  | LDSRLWPKIQ |  | GLFSSANSPF |
| LPGFSQSLTL |  | STGFRVIKKK |  | LYSSEQLLIE |  | EC         |  |            |

A: Аланін

C: Цистеїн

D: Аспарагінова кислота

E: Глутамінова кислота

F: Фенілаланін

G: Гліцин

H: Гістидин

I: Ізолейцин

K: Лізин

L: Лейцин

M: Метіонін

N: Аспарагін

P: Пролін

Q: Глутамін

R: Аргінін

S: Серин

T: Треонін

V: Валін

W: Триптофан

Кодований геном білок за функцією належить до фосфопротеїнів. 
Задіяний у таких біологічних процесах, як апоптоз, противірусний захист. 
Локалізований у цитоплазмі, мітохондрії.